# Marinko Čavara
Marinko Čavara (Busovača, 2. veljače 1967.), hrvatski bosanskohercegovački političar, predsjednik entiteta Federacija BiH od 2015. do 2023. i dopredsjedatelj Zastupničkog doma Parlamenta FBiH od 2014. do 2015. Bio je zastupnik u Zastupničkom domu PFBiH od 2006. do 2014. Potpredsjednik je HDZ-a BiH.

## Mladost
Marinko Čavara rođen je u Busovači u obitelji Nike i Anđe. U rodnom gradu je 1981. završio osnovnu, a srednju strojarsku školu 1985. Na Strojarski fakultet u Zenici upisao se 1987. i diplomirao 1991.
Tijekom 1991. radio je kao profesor stručne skupine predmeta strojarstva i fizike u srednjoj školi u Busovači. Iduće godine postao je ravnatelj pošte. U vrijeme rata u BiH radio je kao općinski povjerenik za ratnu proizvodnju i djelatnike ratne proizvodnje za Srednju Bosnu, a bio je i načelnik općinske Civilne zaštite.

## Politička karijera
Član HDZ-a BiH Čavara je postao 1990., a između 1994. i 1995. bio je član Predsjedništva stranke.
Nakon rata, 1996., bio je zamjenik ministra prometa i veza Županije Središnje Bosne (ŽSB) sve do 2001. kada je ukinuto dotično ministarstvo. Nakon ukidanja ministarstva, imenovan je zamjenikom ravnatelja, a potom i ravnateljom županijskog Ravnateljstva za ceste i na toj dužnosti ostaje do 2005.
U to vrijeme bio je i zastupnik u Općinskom vijeću Busovače između 1997. i 2000. Na općim izborima 2000. dobio je 2190 glasova i postao zastupnik u Županijskoj skupštini ŽSB-a. Dvije godine kasnije ponovno je izabran za zastupnika Županijske skupštine s 2350 glasova.
Te godine postao je i predsjednik Općinskog odbora HDZ-a BiH za općinu Busovaču, potpredsjednik HDZ-a BiH i ponovno je imenovan članom Predsjedništva stranke.
Tri godine kasnije, 2005., imenovan je stručnim savjetnikom hrvatskog člana Predsjedništva BiH Ive Mire Jovića i na toj dužnosti je ostao sve do 2006., kada je u svibnju imenovan izaslanikom u Domu naroda PFBiH gdje je ostao sve do općih izbora 2006. održanih u listopadu.
Na općim izborima 2006. bio je kandidat za Zastupnički dom Parlamenta FBiH. Osvojio je 3808 glasova i imenovan je dopredsjedateljem Zastupničkog doma. Ponovno je izabran za zastupnika u Zastupničkom domu PFBiH i na općim izborima 2010. s osvojenih 5538 glasova.

## Predsjednik Federacije BiH
Još je u studenome 2014. bilo jasno da će Čavara biti predsjednik Federacije BiH, pošto ga je za to mjesto predložila njegova stranka, HDZ BiH, koja je imala većinu hrvatskih izaslanika u Domu naroda PFBiH. Čavara je 2. prosinca 2014. imenovan dopredsjedateljem Zastupničkog doma PFBiH, uz Sašu Mitrovića iz DF-a i s Edinom Mušićem iz SDA kao predsjedateljem. Na toj dužnosti ostao je nešto duže od dva mjeseca kada je 9. veljače 2015. izabran za predsjednika Federacije BiH. Na dužnost potpredsjednika izabrani su Melikom Mahmutbegović iz SDA i Milanom Dunovićem iz DF-a. U prvom postupku Zastupnički dom PFBiH dao im je podršku, no u Domu naroda ostali su bez podrške srpskog kluba, zbog čega je ponovljen izborni postupak. U ponovljenom postupku ponovno su dobili podršku većine u Zastupničkom domu, no bez podrške srpskog kluba u Domu naroda, međutim, prema Ustavu FBiH u ponovljenom postupku za izbor je dovoljna podrška jednog od domova.

## Rezultati na izborima
Općinski izbori u Busovači
| izbori | lista ukupno | lista ukupno | lista ukupno | Marinko Čavara | Marinko Čavara | Marinko Čavara | promjena u glasovima |
| izbori | broj glasova | postotak     | broj mandata | broj glasova   | postotak       | poredak        | promjena u glasovima |
| ------ | ------------ | ------------ | ------------ | -------------- | -------------- | -------------- | -------------------- |
| 2000.  | 2778         | 38,96%       | 10 / 25      | 781            | 28,11%         | 1.             | -                    |

Skupština Županije Središnje Bosne
| izbori | lista ukupno | lista ukupno | lista ukupno | Marinko Čavara | Marinko Čavara | Marinko Čavara | promjena u glasovima |
| izbori | broj glasova | postotak     | broj mandata | broj glasova   | postotak       | poredak        | promjena u glasovima |
| ------ | ------------ | ------------ | ------------ | -------------- | -------------- | -------------- | -------------------- |
| 2000.  | 33 855       | 30,67%       | 10 / 30      | 2190           | 6,47%          | 4.             | -                    |
| 2002.  | 24 694       | 27,68%       | 10 / 30      | 2350           | 9,52%          | 2.             | +160                 |

Zastupnički dom Parlamenta Federacije BiH
| izbori | lista ukupno | lista ukupno | lista ukupno | Marinko Čavara | Marinko Čavara | Marinko Čavara | promjena u glasovima |
| izbori | broj glasova | postotak     | broj mandata | broj glasova   | postotak       | poredak        | promjena u glasovima |
| ------ | ------------ | ------------ | ------------ | -------------- | -------------- | -------------- | -------------------- |
| 2006.  | 17 197       | 17,47%       | 2 / 9        | 3808           | 22,14%         | 1.             | -                    |
| 2010.  | 24 013       | 20,93%       | 2 / 9        | 5538           | 23,06%         | 1.             | +1730                |
| 2014.  | 27 008       | 24,56%       | 2 / 9        | 8683           | 32,15%         | 1.             | +3145                |

## Osobno
Marinko Čavara oženjen je Ivankom s kojom ima troje djece: kćer Moniku i sinove Brunu i Marka.